# Nicholas Kazan
Pour les articles homonymes, voir Kazan (homonymie).
Nicholas Kazan est un écrivain américain, producteur et réalisateur, né le 30 novembre 1945 à New York. Il est le fils du réalisateur Elia Kazan et de sa première épouse, la dramaturge Mary Day Thacher (Molly) Kazan. Il a épousé Robin Swicord, écrivain, productrice, actrice et metteur en scène en 1984. Ses filles sont les actrices Zoe Kazan et Maya Kazan.

## Filmographie
- 1977 : Showboat 1988
- 1982 : Frances
- 1986 : Comme un chien enragé (At Close Range)
- 1988 : Patty Hearst
- 1990 : Le Mystère von Bülow : nommé pour un Oscar
- 1991 : Les Indomptés (Mobsters)
- 1994 : Une épouse trop parfaite (Dream Lover, réalisation)
- 1996 : Matilda (scénario)
- 1998 : L'Héritage de Malcolm (Homegrown)
- 1998 : Le Témoin du Mal (Fallen) (scénario)
- 1999 : L'Homme bicentenaire (Bicentennial Man) (scénario)
- 2002 : Plus jamais (Enough) (scénario)